# Condado de Lafayette (Florida)
El condado de Lafayette es un condado ubicado en el estado de Florida. En 2000, su población era de 7022 habitantes. Su sede está en Mayo. En el Condado de Lafayette está prohibido el consumo de alcohol.

## Historia
El Condado de Lafayette fue creado en 1856. Su nombre proviene del Marqués de Lafayette, oficial francés que luchó junto a George Washington en la Guerra de Independencia de los Estados Unidos.

## Demografía
Según el censo de 2000, el condado cuenta con 7022 habitantes, 2142 hogares y 1591 familias residentes. La densidad de población es de 5 hab/km² (13 hab/mi²). Hay 2660 unidades habitacionales con una densidad promedio de 2 u.a./km² (5 u.a./mi²). La composición racial de la población del condado es 79,27% Blanca, 14,37% Afroamericana o Negra, 0,71% Nativa americana, 0,13% Asiática, 0,01% De las islas del Pacífico, 4,30% de Otros orígenes y 1,21% de dos o más razas. El 9,14% de la población es de origen Hispano o Latino cualquiera sea su raza de origen.
De los 2142 hogares, en el 34,00% de ellos viven menores de edad, 59,20% están formados por parejas casadas que viven juntas, 9,20% son administrados por una mujer sin ayuda de esposo y 25,70% no son familias. El 22,00% de todos los hogares están formados por una sola persona y 10,10% de ellos incluyen a una persona de más de 65 años. El promedio de habitantes por hogar es de 2,66 y el tamaño promedio de las familias es de 3,06 personas.
El 21,70% de la población del condado tiene menos de 18 años, el 10,70% tiene entre 18 y 24 años, el 34,00% tiene entre 25 y 44 años, el 21,30% tiene entre 45 y 64 años y el 12,40% tiene más de 65 años de edad. La mediana de la edad es de 35 años. Por cada 100 mujeres hay 148,80 hombres y por cada 100 mujeres de más de 18 años hay 157,80 hombres.
La renta media de un hogar del condado es de $30 651, y la renta media de una familia es de $35 020. Los hombres ganan en promedio $25 030 contra $22 007 para las mujeres. La renta per cápita en el condado es de $13 087. 17,50% de la población y 12,90% de las familias tienen rentas por debajo del nivel de pobreza. De la población total bajo el nivel de pobreza, el 23,70% son menores de 18 y el 17,30% son mayores de 65 años.

## Ciudades y pueblos
- Pueblo de Mayo